# Karl Faust (Botaniker)

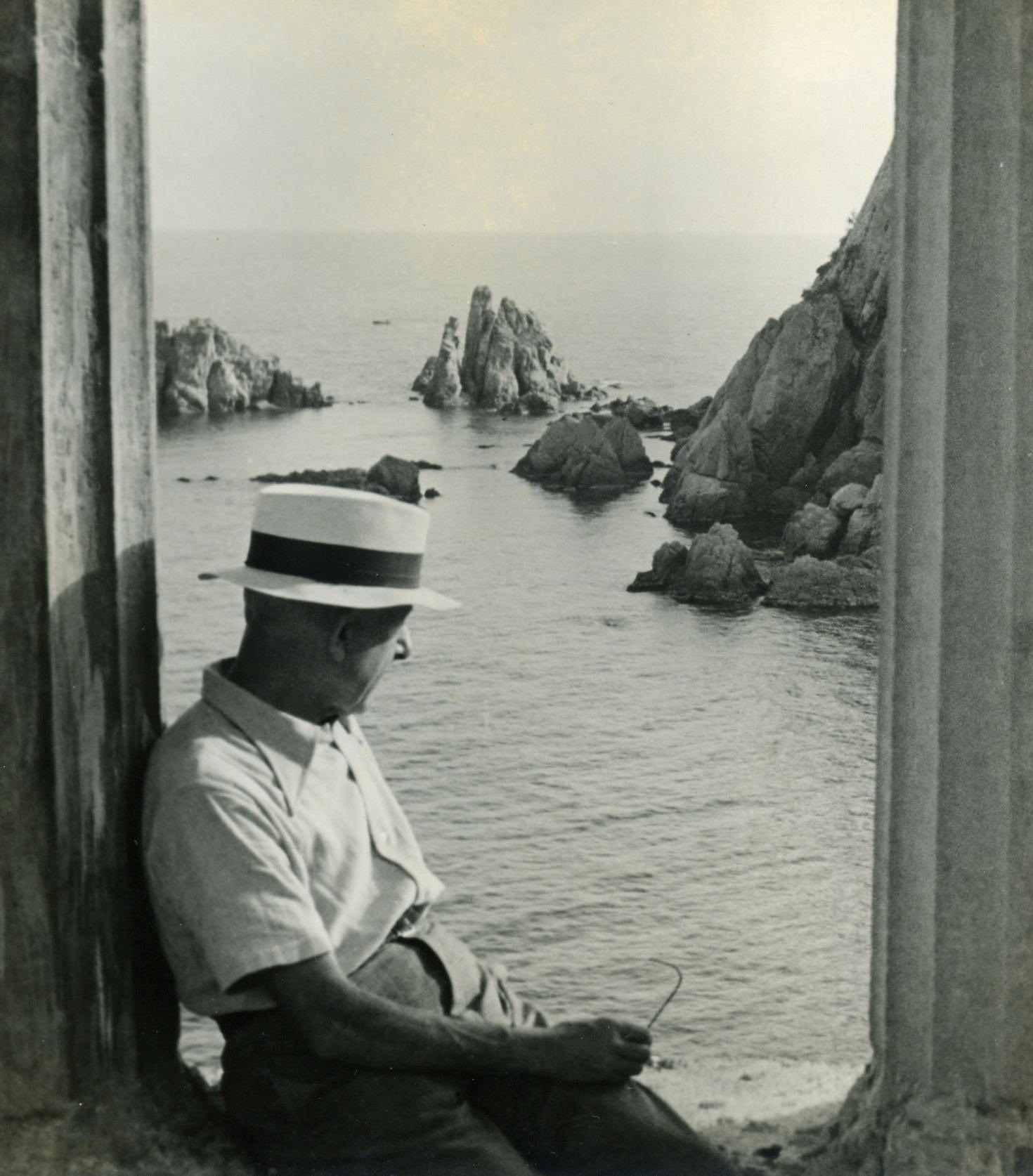
Karl Faust

Karl Faust (zeitweise auch als span.: Carlos Faust oder katal.: Carles Faust genannt) (* 10. September 1874 in Hadamar; † 24. April 1952 in Blanes an der Costa Brava) war ein deutscher Botaniker.
Der deutsche Geschäftsmann und Mäzen junger Wissenschaftler Karl Faust ließ sich 1897 in Katalonien nieder. Obwohl sein Interesse für Naturwissenschaften schon in jungen Jahren deutlich zu erkennen war, hielten es seine Eltern für besser, dass er einen kaufmännischen Beruf erlernte, damit er schnell für seinen Lebensunterhalt aufkommen und sie sich um seine Geschwister kümmern konnten. Das Leben verschlug ihn nach Barcelona, wo er zuerst für das Unternehmen Gebrüder Körting arbeitete, sich später aber selbstständig machte. Erst nach seinem 50. Geburtstag wagte er es, seinen Jugendtraum wiederauszugraben und sein Leben von da an der Wissenschaft zu widmen. Er investierte sein Vermögen in die Errichtung eines botanischen Gartens, der gleichzeitig als Forschungs- und Lehrzentrum für Wissenschaftler aus Mittel- und Nordeuropa diente. Sie trafen in Blanes die besten Voraussetzungen dafür an, Pflanzen erforschen zu können, die nur in trockenem, tropischem Klima gedeihen. In ihren Heimatländern war das nur in Gewächshäusern möglich.
Er taufte seinen Garten auf den Namen Marimurtra, eine Zusammensetzung aus murtra, dem katalanischen Namen für Myrte, eine für den Mittelmeerraum typische Pflanze, und mar in Bezug auf das Mittelmeer, das zu Füßen des Gartens schimmert. Ein Patronat kümmert sich um die Belange der privaten Stiftung und ist seit seinem Tod für die Kontinuität seines uneigennützigen Projektes zuständig.

## Biografie

### Kindheit und Jugend
Karl Faust wurde in eine Familie des sogenannten Bildungsbürgertums hineingeboren, ein Begriff, der sich auf eine Gesellschaftsschicht bezieht, die in Deutschland nicht zuletzt aufgrund einer rasanten städtischen Entwicklung und einer neuen liberalen Staatsform entstand. Es handelte sich um eine gebildete und wohlhabende Schicht ohne adeligen Hintergrund, deren Bestreben es war, Einfluss in Staatsangelegenheiten zu üben. Dabei bediente man sich der durch fundierte Bildung – Humanismus, Wissenschaft und Literatur – erlangten Stellung in der Gesellschaft, die besonders in Bereichen wie Aufbau von Infrastruktur, Expansion von Handel und Industrialisierung sowie der Etablierung von staatlichen Institutionen zum Tragen kam. Aus diesem Grund wurde Faust auch auf die Bockenheimer Realschule geschickt, eine berufsorientierte weiterführende Schule mit gutem Bildungsniveau, auf der er bis zum Abschluss der Sekundarstufe bereits gute Kenntnisse in Wissenschaft und Sprachen erwerben konnte.
Bereits kurz nach Schulabschluss begann er, als Lehrling in dem Handelsbetrieb Besthorn in Frankfurt zu arbeiten. Dort blieb er, bis er zur Ableistung des Wehrdienstes beordert wurde. Er vereinte die Zeit beim Wehrdienst mit einer Arbeit in der Verwaltung der Kornbranntweinbrennerei und Likör- und Essigfabrik von Friedrich Meckel in Mühlheim (wo er seinen Wehrdienst ableistete). Auch wenn ihm seine Zeit beim Militär sehr zuwider war, so konnte er durch seine Arbeit in der Destillerie doch einschlägige Berufserfahrung sammeln. Außerdem hatte er es der Arbeit zu verdanken, dass er außerhalb der Kaserne wohnen durfte.
Im Sommer 1897, kurz nachdem er seine kaufmännischen Ausbildung in einer Schule in Frankfurt abgeschlossen hatte, wurde ihm eine Möglichkeit in den Schoß gelegt, die er nicht einfach ignorieren konnte: Herr Pütz, ein Freund seines Vaters, bot ihm eine Anstellung in der neuen Niederlassung an, die das Unternehmen Gebrüder Körting aus Hannover in Barcelona eröffnen wollte.

### Ankunft in Barcelona
Gebrüder Körting war auf den Verkauf von Ventilen, Rohren, Hähnen, Messgeräten für Flüssigkeiten und ersten rudimentären Heiz- und Lüftungssystemen spezialisiert, wodurch das Unternehmen eine führende Rolle im Bereich der technologischen Entwicklung spielte, die sich seit der Zweiten Industriellen Revolution rasant veränderte. Faust fiel es nicht schwer, sich die Arbeitsabläufe seiner neuen Anstellung anzueignen, und schon nach wenigen Jahren wurde er zum Geschäftsführer der spanischen Niederlassung des Unternehmens ernannt.
Karl Faust erlag schon bald dem besonderen Charme seines Gastlandes, in dem er das Land der blühenden Goldorangen-Bäume wiederzuerkennen glaubte, über das in dem von ihm so tief verehrten Werk Wilhelm Meisters Lehrjahre von Johann Wolfgang von Goethe gesprochen wird. Schon bald fand er Freunde, war beruflich erfolgreich und begann, in der neuen Heimat Wurzeln zu schlagen. Diese waren irgendwann so tief, dass er sich selbst später mehr als Katalane, denn als Deutscher einstufte. Er brachte sich voller Begeisterung in das gesellschaftliche und kulturelle Leben Barcelonas ein und wurde in zahlreichen in der Stadt vertretenen deutschen Kulturvereinen zu einem führenden Mitglied. Später trat er auch nationalen Clubs und Vereinen bei, wie dem Schwimmverein Club Natación Barcelona (dort war er eines der ersten Mitglieder und später auch kurzzeitig im Vorstand), dem katalanischen Wanderclub, dem Futbol Club Barcelona, dem Kammermusikverein und der Reitvereinigung Círculo Ecuestre. Überall lernte er herausragende Persönlichkeiten der großen deutschen Kolonie in Katalonien sowie der dortigen Sport- und Kulturszene kennen. Schon bald entwickelte sich daraus ein fester Freundeskreis. Man traf sich in der Wohnung, die er in der Calle Gran de Gràcia – damals noch Calle Salmerón – in Barcelona gemietet hatte und verbrachte launige Abende bei musikalischem und literarischem Austausch. Besonders wichtig für Faust war die Freundschaft zu dem Geiger Màrius Mateo, dem Wasserballer und Anwalt Ricardo Luján, dem kanarischen Dichter Néstor Martín Fernández de la Torre und dem Diplomaten Rafael Maspons de Grassot.

### Faust und Kammann
Eine Reihe von Meinungsverschiedenheiten mit der Geschäftsleitung von Körting führte dazu, dass Faust 1908 sich erste Gedanken darüber machte, ein eigenes Unternehmen zu gründen. Derweil lernte er Wilhelm Kammann kennen, einen deutschen Geschäftsmann, dem er im Rahmen seiner Arbeit bei Körting begegnet war. Der etwas jüngere Landsmann hegte ebenfalls den Wunsch, sich selbstständig zu machen. Sie meldeten ihre Firma erst in Düsseldorf (Deutschland) und später in Spanien an. Das Unternehmen „Faust y Kammann“ gibt es noch heute.
Beide erkannten das Industriepotential Kataloniens und entschieden, sich mit ihrem Geschäft auf einem Gebiet zu spezialisieren, das sie beide gut beherrschten: Bau- und Ersatzteile sowie Maschinen und Industrieanlagen. Sie teilten sich die Aufgaben im Unternehmen auf. Faust kümmerte sich um die Verwaltung, während Kammann Geschäftsreisen übernahm und für den Kontakt mit Lieferanten und Kunden zuständig war. Ursprünglich wollten sie sich nur auf den An- und Verkauf von Maschinen und industriellem Zubehör wie Rohre und Metallteile konzentrieren. Sie erkannten jedoch schnell die guten Geschäftsmöglichkeiten und erweiterten ihr Angebot um Ventile, Hähne, Heizanlagen, Hubgeräte, Dampfkessel und Wasserpumpen. Anders als damals üblich, legten sie ihrer Ware Bedienungs- und Montageanleitungen sowie Sicherheitsempfehlungen zur Vorbeugung von Unfällen bei. Damit waren sie ihrer Zeit weit voraus.
Bis zum Ausbruch des Ersten Weltkriegs 1914 wuchs das Unternehmen in sehr gutem Tempo. Obwohl die neutrale Haltung, die Spanien damals einnahm, sowohl die Herstellung als auch den Export von Produkten jeglicher Art in die im Krieg befindlichen Länder regelrecht begünstigte, bedeutete es für Faust und Kammann das Gegenteil. Ihr Geschäftsschwerpunkt war genau andersherum gelagert, und der Krieg brachte sämtliche Industriezweige zum Erliegen, die nicht mit der Herstellung von Kriegsmaterial zu tun hatten. Ihr Warenbestand war folglich in den nächsten vier Jahre sehr eingeschränkt. Ganz zu schweigen von den schwierigen Kommunikationsmöglichkeiten und dem beschränkten Warenverkehr in dieser Zeit. Bestellungen kamen meist gar nicht erst in Barcelona an. Das Unternehmen sah sich gezwungen, sich neue Lieferanten zu suchen und im Hinblick auf die Wirtschaftskraft und materielle Kapazität des Unternehmens einen gewaltigen Schritt nach vorne zu wagen: Es wurden erste direkte Kontakte in die Vereinigten Staaten geknüpft und das Stammkapital erhöht. Diesen Rückschlag überwunden, begann erneut eine Wachstumsphase, die so durchschlagend war, dass das Unternehmen Niederlassungen in Valencia, Sevilla, Madrid und Bilbao eröffnen konnte. Parallel dazu traten jedoch auch Unstimmigkeiten zwischen den Geschäftspartnern auf, die 1925 ihren Höhepunkt erreichten. Des Geschäftslebens müde, von den Umständen überwältigt oder einfach nur, weil für ihn der Moment gekommen war, sich mit Leib und Seele seiner Leidenschaft zu widmen – sein wahrer Beweggrund ist nicht bekannt – Tatsache ist jedenfalls, dass Faust Kammann seinen Wunsch mitteilte, ein Projekt umsetzen zu wollen, das ihn schon seit langem umgetrieben hatte: die Gestaltung eines botanischen Gartens an der Costa Brava. Einige Jahre zuvor hatte er bereits begonnen, Grundstücke aufzukaufen und den Entwurf eines Wohnhauses in Auftrag gegeben. Jetzt war für ihn endgültig der Moment gekommen, so bald wie möglich mit der Umsetzung der Gestaltung des Gartens zu beginnen. Er bat seinen Partner also darum, das Unternehmen „Faust y Kammann“ wirtschaftlich bewerten zu lassen und fragte ihn, ob er bereit wäre, das Geschäft alleine weiterzuführen. Kammann stimmte zu. Ganz so leicht war es dann allerdings doch nicht und der endgültige Ausstieg Fausts aus dem Unternehmen verzögerte sich bis Anfang der 40er Jahre.

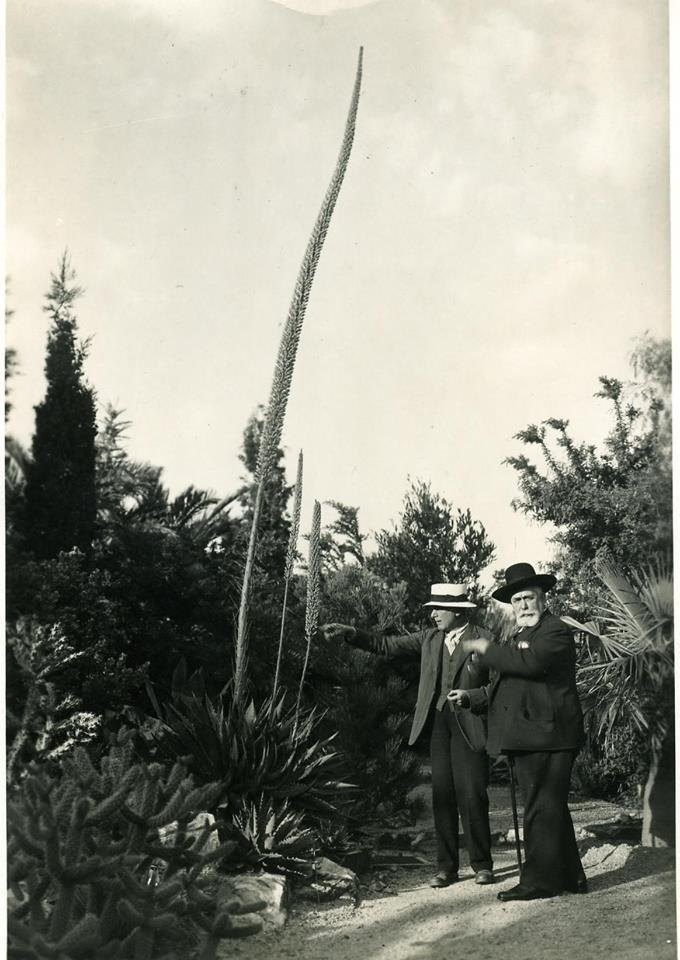
Karl Faust mit Solé i Pla

### Die Vision von einem botanischen Garten
Zwischen 1925 und 1927 gab Faust seine bis dato wichtigsten Verpflichtungen nach und nach ab und begann mit der Gestaltung des botanischen Gartens. Bereits während seiner ersten Jahre in Spanien, als er die Gegend wandernd erkundete, Freundschaften schloss und das Land kennenlernte, war er auf die Costa Brava und insbesondere den Fischerort Blanes aufmerksam geworden. 1918 hatte er damit begonnen, erste völlig mit Strauchheiden überwucherte Grundstücke an einem Steilhang über dem Meer zu kaufen. Dieser Landstrich zwischen dem Kloster „Sant Francesc“ und der Bucht „Sa Forcanera“ hatte es ihm irgendwie ganz besonders angetan.
Er scheute keine Kosten und Mühen, um seinen Traum Wirklichkeit werden zu lassen. 1921 hatte der Bau des Wohngebäudes und der Bibliothek bereits begonnen (eine Bibliothek, deren Bestand er bis zu seinem Tod stetig um weitere moderne und antiquarische Werke vergrößerte). Beide Gebäude wurden von dem renommierten Architekten Josep Goday entworfen, der auch für die architektonische Gestaltung des Gartens verantwortlich war. Einer der Höhepunkte war dabei die Errichtung eines von der Architektur der griechischen Antike inspirierten Pavillons an einer der zerklüftetsten Stellen des Geländes, von wo aus die Felsen steil ins Meer abfielen. Der Bau des Pavillons zog sich bis 1940 hin.
Richtig voran ging es, als im Januar 1927 der Schweizer Zenon Schreiber zu dem Projekt stieß. Der vielversprechende Landschaftsgestalter und Gärtner leistete in den kommenden vier Jahre mit Hilfe eines vier bis fünf Mann starken Teams außerordentliche Arbeit, um das Gelände für die Anlegung des Gartens vorzubereiten. Tonnen von Geröll wurden aus einem ehemaligen Steinbruch in einem abgelegenen Teil des Geländes zum Eingangsbereich des Gartens geschafft, wo ein Steingarten gestaltet wurde, der noch heute die Besucher beeindruckt. Der Steinbruch selbst wurde Jahre später übrigens in einen wunderbaren Teich umgewandelt, der besichtigt werden kann. Das Gelände musste außerdem entwässert werden, um es überhaupt bepflanzen zu können. Wagenladungen an Dünger, der mit dem Zug nach Blanes transportiert werden musste, wurden ausgestreut und Wege und Pfade angelegt. Alles in allem war es eine enorme Aufgabe, die es Schreibers Nachfolger, dem ebenfalls bekannten deutschen Landschaftsgärtner Wilhelm Narberhaus, später ermöglichte, das Gelände in verschiedene Bereiche einzuteilen und festzulegen, welche Pflanzen an welchen Stellen am besten gedeihen würden. Narberhaus brachte Stimmigkeit und Stetigkeit in das Gartenprojekt ein, von dem Faust so lange geträumt hatte.
Tatsächlich hatte Karl Faust eine sehr poetische Vision von seinem Garten. Wie er seinem Freund, dem herausragenden Botaniker Josep Cuatrecasas erklärte, träumte er davon, Marimurtra in eine Art epikureischen Garten für Biologen zu verwandeln, einen Treffpunkt für Weise und junge Schüler, fernab des Verdrusses, den die Alltäglichkeit, der Geräuschpegel und das frenetische Tempo der Städte unweigerlich mit sich bringt. Ein kleines Paradies hellenischer Inspiration mit idealen Bedingungen, um sich gänzlich der Wissenschaft und den Idealen der Natur widmen zu können.

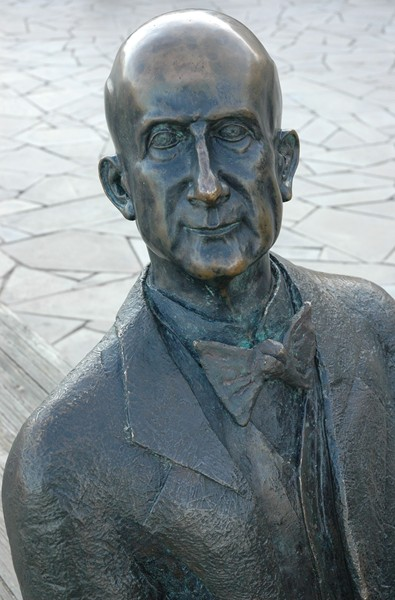
Statue von Karl Faust

### Die Entwicklung von Marimurtra
Obwohl Marimurtra während der Jahre des spanischen Bürgerkriegs weitestgehend unbehelligt blieb (der Garten wurde damals durch den Geschäftsführer von „Faust y Kammann Kollektiviertes Unternehmen“ verwaltet, während er durch den Gärtnermeister Miquel Aldrufeu, den Baumeister Josep Burcet und den schwedischen Gärtner Erik Svensson überwacht und gepflegt wurde), erwog Faust aufgrund der Sorge, dass der Garten doch noch beschlagnahmt werden könnte, die Möglichkeit, im Ausland eine Stiftung zu gründen, um ihn unter besonderen Schutz zu stellen. Schließlich gründete Karl Faust in Genf die „Internationale Station für Mittelmeerbiologie“, die unter der Schirmherrschaft von Vertretern verschiedener europäischer Botaniker- und Naturwissenschaftler-Verbänden stand. Ihre Hauptaufgabe war es, den Garten und die dazugehörigen Besitztümer zu verwalten und zu leiten, um eine Beschlagnahmung zu verhindern, da es sich nun um internationales Eigentum handelte. Gleichzeitig sollte auf diesem Weg die Kontinuität seines wissenschaftlichen Werkes auch nach seinem Tod gesichert sein. Nach Ende des Bürgerkrieges galt sein ganzes Bemühen der Legalisierung der Schweizer Stiftung in einem Spanien, das unter der eisernen Hand der Franco-Diktatur litt.
Damals waren in Marimurtra schon die drei so charakteristischen Gartenabschnitte angelegt, die es noch heute gibt. Der erste beherbergte die Flora der Kanaren sowie die Flora trockener Klimazonen. Dieser Abschnitt ist mit einem Laubengang versehen, der den Pflanzen Schatten bietet, die das benötigen. Der zweite Garten wurde mit tropischer und subtropischer Flora bepflanzt. Beim dritten Abschnitt stand zwar schon die Planung, allerdings befand sich die Umsetzung damals noch in einem sehr frühen Stadium.
Karl Faust schrieb unermüdlich Freunde, Bekannte und Persönlichkeiten aus Politik und Wissenschaften an, um Unterstützung für die Legalisierung seiner Stiftung zu erreichen und so die Kontinuität des Gartens zu gewährleisten. Leider blieben seine Bemühungen ohne den erwarteten Erfolg. Und das, obwohl er selbst keine Kosten und Mühen scheute, um Freunden und jungen Wissenschaftlern zu helfen, im Spanien der Nachkriegszeit vorwärtszukommen. Dabei steckte er selbst in finanziellen Schwierigkeiten und konnte nur einen Arbeiter fest beschäftigen: Avelino Rabassa, einen unermüdlichen Mann mit Kämpfernatur, der alles ihm Mögliche unternahm, um den Garten in dieser schwierigen Zeit am Leben zu erhalten.

### Die letzten Jahre
Ab Ende des Bürgerkrieges zog Faust endgültig nach Marmurtra. Er reiste immer weniger und selbst nach Barcelona begab er sich immer seltener. Er hatte sich schrittweise aus seiner Arbeit dort zurückgezogen und sich seiner Gesellschaften und Besitztümern entledigt. Er verstarb im April 1952 im Alter von 78 Jahren. Seine letzten Jahre waren sehr schwer für ihn gewesen.
Als Deutscher waren ihm nach Ende des Zweiten Weltkriegs alle seine Besitztümer und Bankeinlagen in Spanien gesperrt worden. Viele Jahre verbrachte er mit einem Rechtsstreit, um sein Eigentum zurückzubekommen. Er selbst konnte nicht mit den Institutionen verhandeln, um die Legalisierung der Stiftung zu erreichen. Einige seiner langjährigen Freunde zogen sich in dieser Zeit von ihm zurück. Schwere Dürreperioden richteten außerdem verheerende Schäden im Garten an und unter seinen engsten Mitarbeitern war unterschwellig ein Streit darüber ausgebrochen, wer nach seinem Tod das Zepter übernehmen wird. In seinem letzten Lebensjahr war er durch eine Krankheit praktisch ans Bett gefesselt.

## Wissenschaftliche Tätigkeit
Parallel zu seiner Entscheidung, einen botanischen Garten zu errichten, konzentrierte sich Faust auch darauf, sich in wissenschaftlicher, botanischer und taxonomischer Hinsicht weiterzubilden. Dafür las er zahlreiche Werke und nahm Kontakt zu nationalen und internationalen Wissenschaftlern auf. Dabei entwickelte sich unter anderem mit Pius Font i Quer, einem Pionier auf dem Gebiet der systematischen Botanik in Katalonien mit klarem Modernisierungswillen, eine gute Freundschaft und Zusammenarbeit. Durch ihn kam auch der Kontakt zu anderen renommierten Gelehrten wie Josep Cuatresasas, Miquel Adrufeu und Carlos Pau.
Einer der ersten Berater für den Garten war Alwin Berger. Der deutsche Botaniker war siebzehn Jahre lang Kurator des botanischen Gartens von Sir Thomas Hanbury am Capo Mortola (Ventimiglia, Italien) gewesen und arbeitete zu jener Zeit als Leiter der botanischen Abteilung des Naturkundlichen Museums in Stuttgart. Es bestand jedoch auch schriftlicher oder direkter Austausch mit anderen renommierten europäischen Experten auf dem Gebiet, darunter Walter Kupper, Erich Wedermann, Gustav Senn, Oscar Burchard, Robertson Prowschosky, Friedrich Wettstein und Josias Braun-Blanquet, ein Schweizer, der in Montpellier ansässig war und der von ihm begründeten Station Internationale de Géobotanique de la Flore Méditerranée (SIGMA) Faust eine ganze Bandbreite an Möglichkeiten eröffnen konnte. SIGMA wirkte als wissenschaftliches Forschungszentrum mit Schwerpunkt im Bereich der Pflanzensoziologie. Das Zentrum förderte außerdem zahlreiche multidisziplinäre Studien, wissenschaftliche Veröffentlichungen und setzte sich für den Austausch auf internationaler Ebene ein. Faust unterstütze 1934 maßgeblich die Organisation der SIGMA-Exkursion in Katalonien, an der zahlreiche Wissenschaftler vom ganzen Kontinent teilnahmen.

### Förderung junger Wissenschaftler
Sein klare humanistische Einstellung und Liebe zur Wissenschaft führten dazu, dass Faust zahlreiche junge Forscher als Mäzen unterstützte, von denen viele im Laufe der Jahre zu anerkannten Persönlichkeiten in ihrem jeweiligen Fachgebiet wurden. Das wohl beste Beispiel dafür ist Ramón Margalef, der zu einem der wichtigsten Vertreter der Meeresökologie weltweit wurde. Nicht minder erwähnenswert sind in diesem Zusammenhang jedoch auch der Botaniker und Illustrator Eugeni Sierra und Carles Bas, einer der Pioniere auf dem Gebiet der Erforschung des Fischfangs.
Der Aufenthalt von einem Dutzend Studenten in Marimurtra im Sommer 1949 sowie der Austausch mit dem Centro Superior de Investigaciones Científicas (CSIC, Institut für Wissenschaftliche Forschungen) – dem Faust Gelände, Kontakte und Ausbildungsmöglichkeiten zur Verfügung stellte – war ausschlaggebend für die Gründung des heute unter dem Namen Centro de Estudios Avanzados bekannten wissenschaftlichen Forschungsinstituts in Blanes.

## Sein Vermächtnis

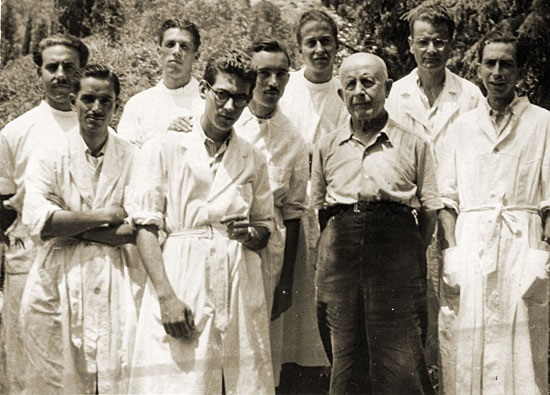
Karl Faust mit jungen Forschern

1951 war es Faust endlich gelungen, eine neue Stiftung zu gründen, die nun von der damaligen spanischen Gesetzgebung anerkannt wurde und die sein Wirken und Schaffen weiterführen sollte. Trotz allem Auf und Ab ist es der Privaten Stiftung Karl Faust bis heute gelungen, die Kontinuität von Marimurtra zu gewährleisten, den Garten sogar noch zu erweitern, Bildungsführungen möglich zu machen, Forscher zu unterstützen und mit anderen wissenschaftlichen Einrichtungen zusammenzuarbeiten.
Karl Faust ist ein klares Beispiel für das, was einen wissenschaftlichen Mäzen ausmacht, ein Wirken, das allzu selten in Katalonien anerkannt wurde. Er förderte die Botanik ohne Botaniker zu sein; er förderte wissenschaftliche Veröffentlichungen ohne Schriftsteller oder Herausgeber zu sein; er setzte sich für die Wissenschaft ein ohne Wissenschaftler zu sein, für internationale Beziehungen ohne den Status als Diplomat zu haben, und für die Ausbildung von Forschern, ebenfalls ohne es selbst zu sein. Vielleicht ist die Tatsache, dass der Ursprung von Fausts Vision rein altruistisch und uneigennützig war und er nie aufgab, seinen Traum zu verwirklichen, der Grund dafür, dass sein Werk bis heute fortbesteht und von Menschen unterstützt wird, die bereit sind, sein Wirken weiterzuführen und zu erweitern.